# Bergrennen Kalter Wangen
Das Bergrennen Kalter Wangen war eine Motorsportveranstaltung im Landkreis Waldshut an dem Berg Kalter Wangen auf der Gemarkung Hohentengen am Hochrhein nahe der Schweizer Grenze, wofür die Landstraße 161a von Hohentengen nach Grießen von 1967 bis 1988 verwendet wurde.

## Geschichte
Als in den 1960er-Jahren Bergrennen immer populärer wurden, beschloss der 1955 wiedergegründete Motorsportclub Klettgau seine zuvor clubinterne Bergprüfung in eine offizielle, vom ADAC Südbaden unterstützte Veranstaltung mit Meisterschafts-Charakter umzuwandeln. So wurde die 2160 m lange Rennstrecke mit einem Höhenunterschied von 160 m in der Region zu einem Großereignis, dessen Bekanntheit weit über die Landesgrenzen hinausging und international bekannte Bergrennfahrer aus Europa anzog. Insbesondere war die in einer Südhanglage liegende Strecke für die Zuschauer von Vorteil, da diese das Renngeschehen durchgängig vom Start bis zum Ziel beobachten konnten.
Die Strecke selbst war von mittlerem Schwierigkeitsgrad und gut gesichert, sodass während aller Veranstaltungen von 1967 bis 1988 niemals schwere Verletzungen bei Unfällen beklagt werden mussten; außerdem konnte durch eine bei Bergrennen eher seltener anzutreffende vollständige Rückführungsstrecke ein reibungsloser Ablauf der Veranstaltung ermöglicht werden, was 1980 zu einer 2-Tagesveranstaltung führte, die ab 1982 für den ADAC – Bergpokal Südwest und 1987 sogar für die Deutsche Automobil-Bergtrophäe gewertet wurde.
1987 fand das vorerst letzte Rennen statt. Zunehmende Schwierigkeiten mit den Genehmigungsbehörden führten 1988 zu einem politischen Eklat, als die Behörde 48 Stunden vor Rennbeginn die Erlaubnis zur Durchführung zurückzog, was eine überregional große Entrüstung auslöste; auch, weil der seinerzeitige Freiburger Regierungspräsident Norbert Nothhelfer als letztendliche Genehmigungsinstanz ein ehemaliger Waldshut-Tiengener Landrat war, der die Bedeutung der Veranstaltung in der Region und darüber hinaus sehr gut kannte. In der Folge kam es zu Protestkundgebungen in Freiburg und zu einem Schadensersatzprozess mit den Behörden, welche dazu verurteilt wurden, dem Veranstalter wenigstens einen Teil seiner Auslagen aus Steuermitteln zu ersetzen.

## Derzeitige Situation
Der Zustand der 1980 neu asphaltierten Rennstrecke wurde u. a. durch den Schwerverkehr immer schlechter, sodass man diese seit 2005 unter Einbeziehung von Stabilisierungsmassnahmen abschnittsweise erneuert und dieses Bauvorhaben bis Ende 2009 abgeschlossen sein sollte. Derzeit (Mai 2015) fehlt immer noch ein ca. 200 m langes Teilstück, ansonsten ist die Strecke fertig renoviert; sogar die doppelten Leitplanken sind bereits wieder montiert – dies ist die Voraussetzung, dass bei einer Veranstaltung auch Formelfahrzeuge zugelassen werden.

## Planungen
Da deutliche Tendenzen insbesondere im süddeutschen Raum zur Reaktivierung ehemaliger Bergrennen zu Oldtimer-Gleichmässigkeitsprüfungen zu beobachten sind (Schlossberg-Historic Gernsbach, Schauinsland-Klassik, Eggbergrennen Bad Säckingen, Haldenhof-Revival Ludwigshafen), liefen 2009 erste Bestrebungen an, auch die Rennstrecke Kalter Wangen in diesem Sinne wiederzubeleben, was realistischerweise noch ca. 6–7 Jahre Vorlaufzeit nötig macht. Angedacht ist eine Retro-Veranstaltung zum 50. Jubiläum des Rennens, was aber von einem Engagement der Bürger der Gemeinde Hohentengen-Stetten abhängig ist – beispielgebend dafür sind die Einwohner des in der Nähe befindlichen schweizerischen Dorfes Oberhallau (SH), welche nach Rückzug eines Motorsportclubs die Organisation des Bergrennens Oberhallau selbst in die Hand genommen haben und diese Veranstaltung seit mehreren Jahren erfolgreich weiterführen.